# Светлый Тепляк
Светлый Тепляк (Тепляк) — река в России, протекает по территории Майкопского района Адыгеи.
Устье реки находится в 216 км по левому берегу реки Белой. Длина реки — 11 км, площадь водосборного бассейна — 32,5 км².

## Данные водного реестра
По данным государственного водного реестра России относится к Кубанскому бассейновому округу, водохозяйственный участок реки — Белая. Речной бассейн реки — Кубань.
Код объекта в государственном водном реестре — 06020001112108100004373.